# 安傑 (隕石)
安傑是在1822年墜落在法國羅亞爾河地區的一顆L6隕石。這顆隕石在6月3日晚間8:15墜地。它與19年前襲擊法國的另一顆隕石，萊格爾隕石，一起保存在法國的一間自然史博物館，安傑自然史博物館的同一間房間內 。

## 分類
它被分類為L6普通球粒隕石。